# Lagos Fashion Week

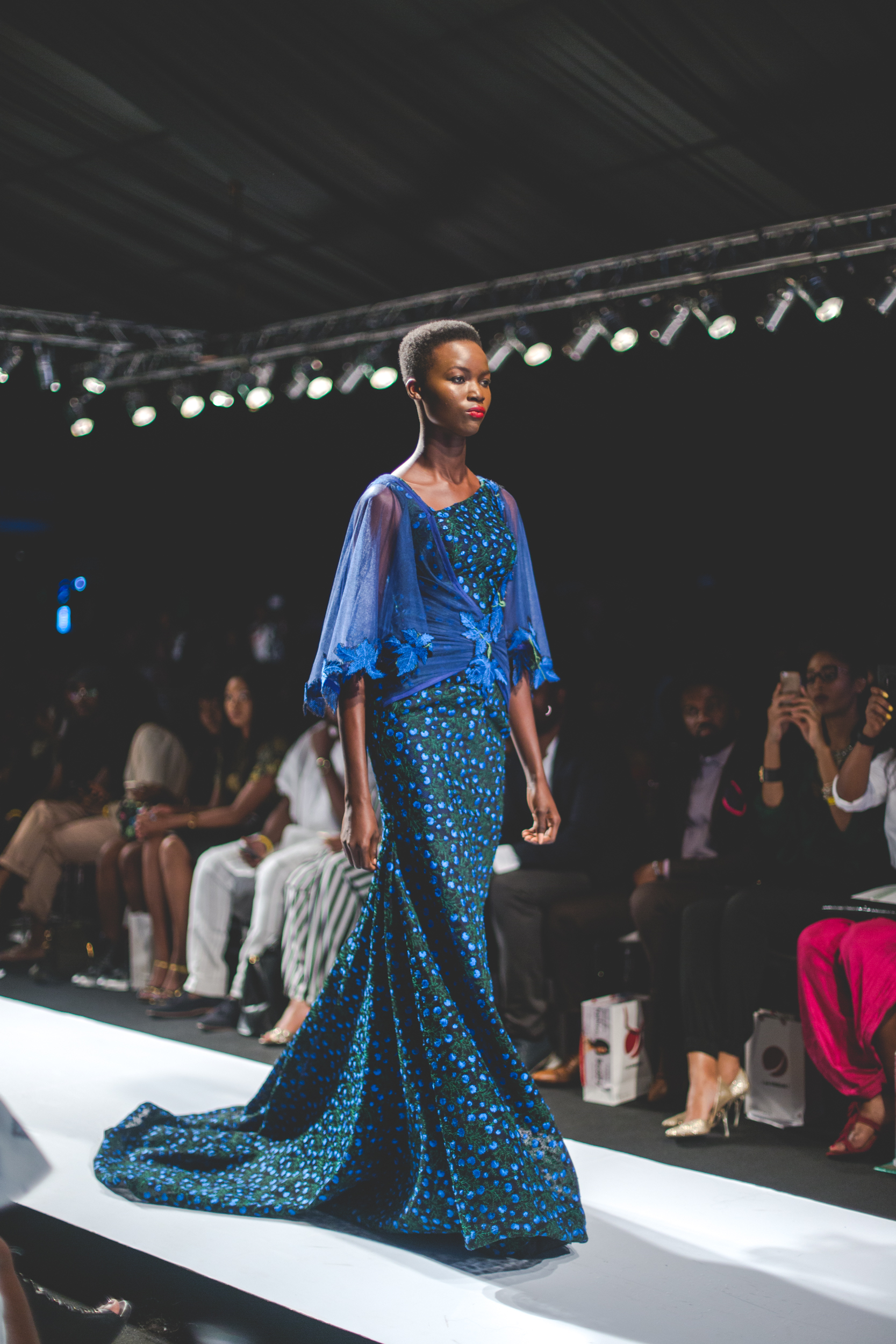
Lagos Fashion and Design week 2015

Le Lagos Fashion Week (LFWNG), ou Lagos Fashion & Design Week, est un événement de mode annuel fondé en 2011 par Omoyemi Akerele. Il est devenu un rendez-vous important de la mode, et permet de soutenir cette industrie de la mode au Nigeria et en Afrique,,,,.